# Krossneset
Krossneset är en tätort i Alvers kommun i Vestland fylke i västra Norge. Orten ligger vid Europaväg 39 på ön Flatøy.
Tidigare har orten tillhört dåvarande Hamre kommun och därefter dåvarande Melands kommun i Hordaland fylke.